# Snapchat
Snapchat es una aplicación de mensajería estadounidense diseñada para teléfonos inteligentes con soporte multimedia de imagen, vídeo y filtros para fotos de realidad aumentada. Su mayor característica es la mensajería efímera, donde las imágenes y mensajes pueden ser accesibles solo durante un tiempo determinado, como 24 horas, elegido por los usuarios. Fue creada por Evan Spiegel, Bobby Murphy y Reggie Brown, cuando eran estudiantes de la Universidad de Stanford (Estados Unidos). Actualmente está desarrollada por Snap Inc., originalmente Snapchat Inc. 
La aplicación permite a los usuarios tomar fotografías, grabar y ver vídeos, añadir textos y dibujos y enviarlos a una lista de contactos limitada o descargarlos directamente al dispositivo. Estos vídeos y fotografías se conocen como Snaps y los usuarios pueden controlar el tiempo durante el que quieran que estos serán visibles, tras lo cual desaparecen de la pantalla del destinatario y son borrados del servidor de Snapchat. La aplicación se encuentra disponible de forma gratuita para iOS y Android, y solo para mayores a partir de 12 años.
Snapchat fue el primero en introducir la función de 'historia'. Esta función permite a los usuarios compartir fotos o videos para que otros los vean tantas veces como quieran dentro de un día, a menos que el usuario lo elimine. Otra característica de Snapchat es Snap Map, que permite a los usuarios saber dónde están otros usuarios a través de su avatar de Bitmoji en un mapa.
Actualmente, Snapchat se encuentra entre las aplicaciones más utilizadas a nivel mundial con 750 millones de usuarios al mes,  junto a Facebook, WhatsApp, Twitter, Instagram y TikTok, siendo esta última la red con la que mantiene una fuerte competencia en atraer a un público muy joven denominado millennials. Los fundadores renombraron la compañía como Snap Inc., en septiembre de 2016, a la par que anunciaban la salida al mercado de Spectacles, unas gafas de sol con cámara incorporada que permiten grabar diez segundos de video. En mayo de 2017, Snapchat tenía 166 millones de usuarios activos a diario, añadió la funcionalidad de historias grupales para reforzar su concepto social y amplió sus herramientas para anunciantes con las etiquetas de geofiltros patentadas por la compañía.

## Historia
Snapchat fue creado por Evan Spiegel como proyecto para una de sus clases de Stanford, donde este último era estudiante de último curso de diseño de productos. Comenzó con el nombre de Picaboo para publicar fotos y destruirlas rápidamente para que nadie más las viera. Más tarde decidieron contar con Bobby Murphy para codificar la aplicación. Cuando Spiegel mostró, en abril de 2011, dicha aplicación como proyecto final para su clase de diseño de productos, sus compañeros se opusieron a la idea de que las fotografías no fuesen permanentes.
En mayo de 2012, se mandaban 25 imágenes por segundo, 50 videos por milisegundo y para noviembre de ese mismo año ya se habían compartido más de un millón de fotografías a través de la aplicación iOS de Snapchat. Dicha aplicación comenzó a venderse para Android el 29 de noviembre de 2012.
Según Snapchat, en mayo de 2013 los usuarios mandaban 14.000 millones de fotos y vídeos diarios, mientras que las historias eran reproducidas unas 500 millones de veces al día. Y a finales de agosto, la empresa estaba valorada en 10.000 millones de dólares estadounidenses.
En noviembre de 2013 Facebook intentó comprar Snapchat por una cantidad de 3.000 millones de dólares, número superior a los ingresos generados por la aplicación en ese momento. Sin embargo, sus creadores veían un gran potencial en ella por lo que decidieron rechazar esta oferta, la cual curiosamente volvió a repetirse tiempo después y nuevamente fue rechazada.
Kleiner Perkins, firma de capitales de Silicon Valley, negoció un acuerdo financiero con Snapchat en agosto de 2014, cuando la compañía estaba valorada en 10.000 millones de dólares y contaba con 100 millones de usuarios activos al mes.
El primer anuncio de pago de Snapchat, en forma de vídeo de 20 segundos sobre la película de terror " Ouija" se lanzó a los usuarios el 19 de octubre de 2014.
En 2014, Snapchat fue la aplicación social de más rápido crecimiento, experimentando un crecimiento del 57% en el transcurso del año. Mientras que Facebook Messenger, Pinterest e Instagram crecieron de forma sorprendente, ninguno pudo seguir con el ritmo de las descargas de Snapchat. 
En noviembre de 2014, Snapchat añadió la función “Snapcash”, la cual permite el envío de dinero a través de la aplicación. El servicio cuenta con el apoyo de "Square" en temas de seguridad. Y además, los usuarios tocando su cara en la pantalla del móvil o manteniéndola pulsada pueden aplicar distintos filtros y efectos especiales. Además, en cada evento especial del año, se ponen nuevos filtros, como por ejemplo, en Navidad, Halloween, Pascua, etc. 
En junio de 2022, Snapchat anunció sus planes de lanzar Snapchat Plus, un modelo de suscripción paga. Esta suscripción ofrece a los usuarios acceso anticipado a funciones, la posibilidad de cambiar el ícono de la aplicación, ver amigos en planetas de Snapchat y saber qué usuarios vuelven a ver sus historias. En julio de 2022, la compañía informó que tenía 347 millones de usuarios activos diarios, lo que representó un aumento del 18 % en comparación con el año anterior. En agosto de 2022, Snapchat anunció que Snapchat Plus había superado el millón de suscriptores y añadió cuatro nuevas funciones a la suscripción, incluyendo respuestas prioritarias, emojis post-vista, contenido nuevo de Bitmoji y nuevos íconos para la aplicación. 

### Información demográfica

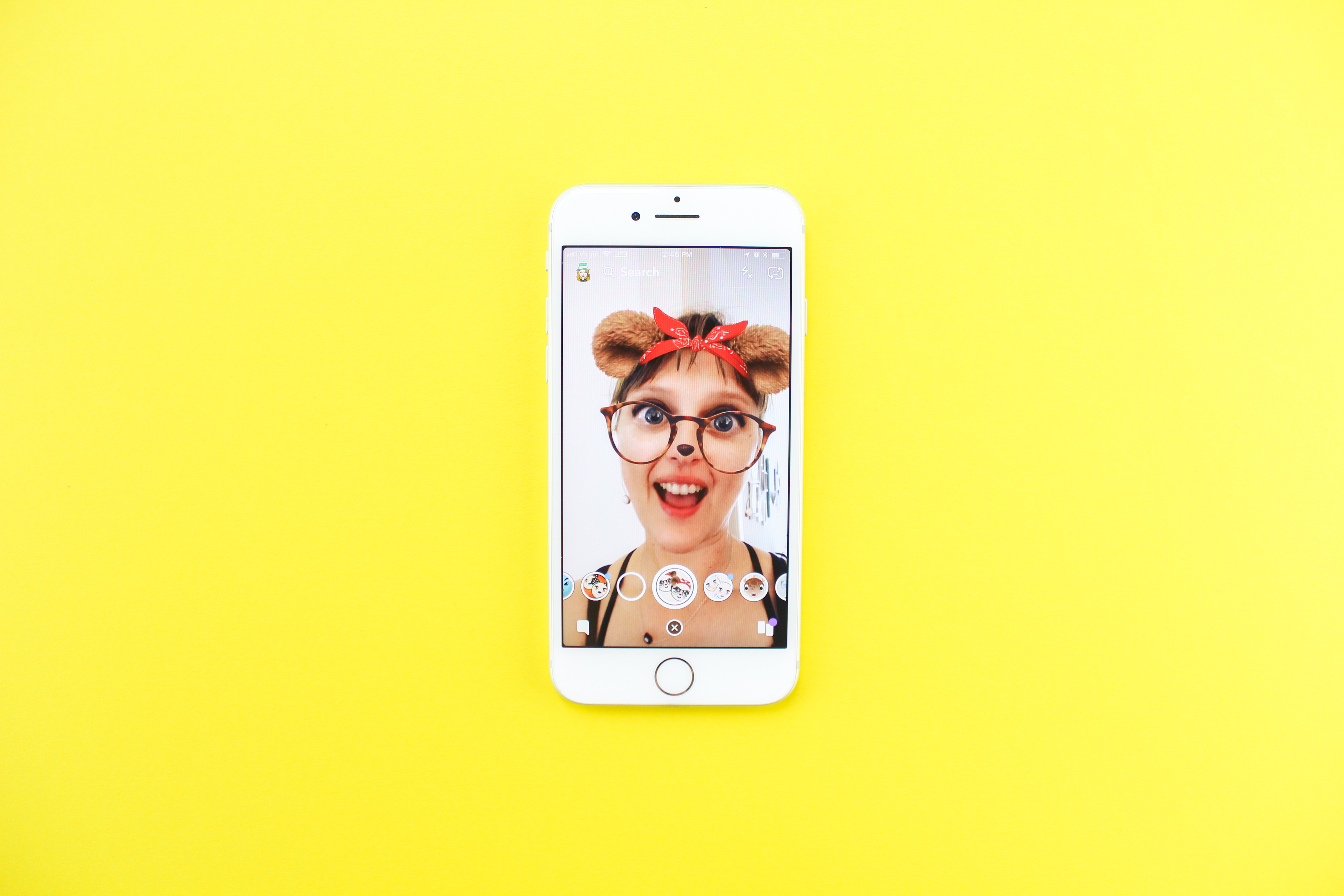
Filtro de rostro

La mayoría de los usuarios de dicha aplicación tiene una media de 15 a 28 años de edad. Snapchat generalmente se utiliza para mandar autorretratos, denominados selfies, y el 30% de ellos se mandan a grupos, o guardarlas en galería si no quieren compartirlas.
Spiegel reveló en abril de 2013 en la conferencia Dive Into Mobile que el 80% de los usuarios de Snapchat eran residentes en Estados Unidos.

## Funcionamiento

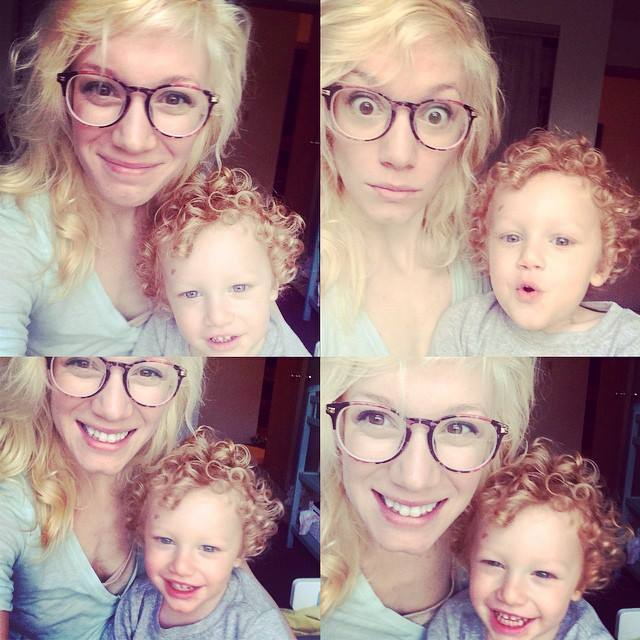
Una imagen dividida, es uno de los funcionamientos que ofrece Snapchat.

Snapchat funciona de forma similar a una aplicación de mensajería instantánea permitiendo añadir contactos y enviarles mensajes en forma de fotos o vídeos. La principal diferencia es que el emisor selecciona el tiempo en el que el receptor podrá ver ese mensaje (de 1 a 10 segundos), antes de que este desaparezca.
El usuario puede por ejemplo enviar una fotografía, editarla si lo desea (se puede hacer uso de diversos filtros, al igual que añadir texto o dibujar sobre la imagen) y mandarla, especificando el tiempo que se podrá acceder a ella. Después al usuario se le notifica que tiene un mensaje y puede verlo presionando sobre el icono correspondiente.
La opción de mandar vídeos vía Snapchat fue añadida en diciembre de 2012. Para ello, únicamente habrá que mantener pulsado el mismo botón con el que se sacan las fotos. Al principio se podían grabar hasta 10 segundos de vídeo, pero una actualización permite ahora poder grabar hasta 60 segundos, aunque este se segmentará en intervalos de 10 segundos. Después de que el usuario vea un vídeo que otro le haya enviado, el vídeo desaparecerá por defecto.
Los usuarios también pueden mantener sus "Snaps" por 24 horas, en una sección pública (para todos los contactos que se tenga agregado) llamada Historias. Los usuarios, si desean mantener sus Snaps pueden guardarlos en la sección "Recuerdos", desde donde pueden modificarlos o enviarlos nuevamente. Existe también la posibilidad de que los usuarios suban "Historias" de manera completamente pública a la sección llamada "Our Story".
Cabe destacar que si un usuario toma una captura de pantalla a un Snap de otra persona, la otra persona es notificada de esta manera.
Con una de las actualizaciones más recientes se pueden utilizar los nuevos filtros en movimiento, mientras el usuario realiza una autofoto solamente tocando la pantalla. Además con los términos de servicio actuales, Snapchat tendrá la posibilidad de utilizar las fotografías y vídeos de los usuarios —incluso de manera pública— sin que, en teoría, estos puedan hacer nada para evitarlo.
La aplicación también tiene la opción de videollamadas, la cual fue añadida el 1 de mayo de 2014. A diferencia de las demás plataformas, su manera de activar la opción es totalmente distinta, ya que en lugar de buscar a un contacto y llamar, aquí ambos usuarios involucrados deberán estar en el área privada de la mensajería, para luego presionar el botón que en este caso se volverá azul, al mismo tiempo. En esta actualización también se añadieron los mensajes instantáneos, que permiten a los usuarios mandar mensajes por un chat sin necesidad de que vayan acompañados de una foto o vídeo. Estos mensajes se perderán si se cierra este chat, aunque existe la posibilidad de guardarlos simplemente clicando sobre ellos.
Emoticonos entre amigos
Los emoticonos predeterminados entre amigos tienen ciertos significados (explicados justo debajo en la tabla), aunque estos emoticonos también pueden ser personalizados por el usuario. La definición de "mejor amigo" en la tabla quiere decir que, un usuario y alguno de sus contactos se envían "Snaps" habitualmente.
| Emoji | Nombre              | Definición en Snapchat |
| ----- | ------------------- | --- |
| 💕    | "Super BFF"         | Aparece al lado del nombre del 1º mejor amigo del usuario cuando el usuario también es el 1º mejor amigo de ese contacto durante dos meses seguidos.                                                                                               |
| ❤️    | "BFF"               | Aparece al lado del nombre del 1º mejor amigo del usuario cuando el usuario también es el 1º mejor amigo de ese contacto durante dos semanas seguidas.                                                                                             |
| 💛    | "Besties"           | Aparece al lado del nombre del 1º mejor amigo del usuario cuando el usuario también es el 1º mejor amigo de ese contacto pero aún no han llegado a las 2 semanas o 2 meses seguidos.                                                               |
| 😊    | "BFs"               | Aparece al lado del nombre de alguno de los mejores amigos del usuario. |
| 😬    | "Mutual Besties"    | Aparece al lado del nombre de un contacto cuando el 1º mejor amigo de ese contacto y el 1º mejor amigo del usuario es el mismo. |
| 😎    | "Mutual BFs"        | Aparece al lado del nombre de un contacto con el que el usuario comparta alguno de sus mejores amigos. |
| 🔥    | "Snapstreak"        | Aparece al lado del número de días que un usuario y otro contacto se han mandado "Snaps". Si el usuario y su contacto no se mandan un "Snap" en 24 horas, el emoticono de "Snapstreak" desaparecerá y el contador de días volverá a ser igual a 0. |
| ✨    | Chat de grupo       | Aparece al lado de todos los chats de grupo del usuario. |
| ⌛️    | Reloj de arena      | Aparece al lado del nombre de un contacto cuando falta poco tiempo para que el "Snapstreak" termine. |
| 🎂    | Tarta de cumpleaños | Aparece al lado del nombre de cualquier contacto cuando es su cumpleaños. |
| .🤖   | My AI               | Aparece junto a tu chatbot My AI |

## Usos

### Uso particular
El usuario común podrá compartir su historia, las experiencias personales con los seguidores, así como enviar fotos o vídeos a un único usuario, con el fin de mostrarle los momentos que vive en su día a día. Tiene la opción de grabar vídeos en modo rápido y lento y fotografiar agregándole filtros de realidad aumentada si se quiere. Snapchat ofrece también compartir a todos los usuarios lo que haces en tu día por medio de “Historia”, dura 24 horas para que los usuarios puedan ver las fotos o videos que hayas subidos durante ese lapso de tiempo.
Snapchat es la aplicación perfecta para compartir aquellos instantes que no se consideran tan importantes como para subirlos a otra red social, pero que forman parte de la vida cotidiana; esa es la gracia de la aplicación. Además, los contenidos subidos son frescos y dinámicos, porque lo que se busca es la inmediatez y la frescura, más que la calidad del contenido. Cada snap puede durar máximo 10 segundos, por lo que los usuarios comparten cosas breves pero específicas. Ahora puedes compartir fotos y videos a un grupo específico de varias personas para que los usuarios seleccionados puedan ver lo que les compartes.

### Uso comercial
Heineken se lanzó al uso de esta plataforma, mediante la cual comparten sus campañas publicitarias con el fin de informar a los usuarios de los nuevos productos o promociones. Según un estudio de MediaScience, la publicidad (ads) capta mayor atención que en otras apps. Las empresas utilizan Snapchat debido a que los usuarios suman a millones de personas y que principalmente son personas de entre 15 y 25 años, por lo que los anuncios van destinados a este grupo de edad y puedan provocar un gran impacto.
Snapchat es ideal para que las empresas hagan mercadotecnia efímera, como las imágenes y videos solo permanecen en esta app durante 24 horas, es la herramienta perfecta para realizar concursos o promociones que solo duren un día. Por ejemplo, una marca invitó a sus seguidores a compartir una foto por Snapchat en la que estuvieran consumiendo alguno de sus productos, y a cambio les enviaron un cupón de descuento para la próxima compra que realizaran ese mismo día.

## Salida a bolsa
El 2 de marzo de 2017 Snap Inc., la empresa propietaria de Snapchat, empezó a cotizar en Wall Street con un precio de su OPV en los $17 para cada título de la compañía. Las acciones debutaban con una subida del 40% de sus acciones, fijando un primer precio de 24 dólares, que a los pocos minutos de negociación escalaba a un máximo de $25,20, con una revalorización del 48,2% respecto al precio de la operación de salida al parqué.
Sin embargo, una semana después de su salida a bolsa, se encontraba en baja profunda comenzando una tendencia a la baja que le hizo perder más del 80% de su valor llegando a cotizar en diciembre de 2018 a sólo $4,96. Muchos analistas bursátiles informaron que la tendencia a la baja no se revertiría.